# 대한민국 제15대 국회의원 선거
대한민국 제15대 국회의원 선거는 대한민국 제15대 국회의원을 선출하기 위한 선거이다. 1996년 4월 11일 목요일에 실시하였고 총 299명을 선출하였다. 의석정수는 지역구 253석, 전국구 46석이었으며 소선거구제와 비례대표제를 병행 실시하였다. 
정권 후반기에 접어든 김영삼 정부와 여당인 신한국당에 대한 중간평가적 성격이 강했으며, 이듬해 1997년 대한민국 제15대 대통령 선거를 1년 8개월 앞둔 전초전이기도 하였다. 신한국당은 1995년 제1회 전국동시지방선거 패배와 전두환, 노태우의 전직 대통령 구속 등 악재가 겹친 상황이었다.
선거 결과 신한국당은 139석을 확보해 원내 1당 지위를 유지했으며, 보수정당으로서는 서울 지역구의 첫 과반 승리를 거둠과 동시에 부산·경남(PK)에서 압승을 거뒀으나 충청도와 대구에서 부진했다. 제1야당인 새정치국민회의는 김대중의 정계복귀로 호남에서 강세를 보였지만 전국적으로는 79석에 그쳐 개헌 저지선 확보에 실패했다. 자유민주연합은 충청 지역과 대구에서 선전하며 교섭단체를 구성했고, 통합민주당은 15석으로 위축돼 이후 신한국당과 합당했다. 이밖에 군소 정당들도 참여했으나 의석을 얻지 못하고 해산됐으며, 신한국당, 새정치국민회의, 자유민주연합의 3당 체제를 형성하는 계기가 되었다.

## 투표율
- 전국 선거인수 31,488,294명 중 20,122,799명이 투표하여, 투표율은 63.9%를 기록하였으며 이는 지난 14대 총선의 투표율 71.9%와 비교하면 낮은 수치이다.

|        | 서울   | 부산   | 대구   | 인천   | 광주   | 대전   | 경기   | 강원   | 충북   | 충남   | 전북   | 전남   | 경북   | 경남   | 제주   |
| ------ | ------ | ------ | ------ | ------ | ------ | ------ | ------ | ------ | ------ | ------ | ------ | ------ | ------ | ------ | ------ |
| 투표율 | 61.0 % | 60.5 % | 60.9 % | 60.1 % | 64.5 % | 63.0 % | 61.5 % | 69.3 % | 68.3 % | 68.7 % | 68.3 % | 69.8 % | 71.7 % | 66.0 % | 71.1 % |

## 선거 결과
| 정당            | 정당            | 득표       | 득표  | 의석   | 의석   | 의석 | 의석 |
| 정당            | 정당            | 득표수     | %     | 지역구 | 전국구 | 합계 | ±    |
| --------------- | --------------- | ---------- | ----- | ------ | ------ | ---- | ---- |
|                 | 신한국당        | 6,783,730  | 34.52 | 121    | 18     | 139  | –10  |
|                 | 새정치국민회의  | 4,971,961  | 25.30 | 66     | 13     | 79   | +79  |
|                 | 자유민주연합    | 3,178,474  | 16.17 | 41     | 9      | 50   | +18  |
|                 | 통합민주당      | 2,207,695  | 11.23 | 9      | 6      | 15   | –82  |
|                 | 무당파국민연합  | 177,050    | 0.90  | 0      | 0      | 0    | ±0   |
|                 | 대한민주당      | 3,114      | 0.02  | 0      | 0      | 0    | ±0   |
| 21세기한독당    | 1,693           | 0.01       |       | 0      | 0      | 0    | ±0   |
| 친민당          | 571             | 0.00       |       | 0      | 0      | 0    | ±0   |
|                 | 무소속          | 2,328,785  | 11.85 | 16     |        | 16   | –5   |
| 합계            | 합계            | 19,653,073 | 100   | 253    | 46     | 299  | ±0   |
|                 |                 |            |       |        |        |      |      |
| 유효표          | 유효표          | 19,653,073 | 97.67 |        |        |      |      |
| 기권표/무효표   | 기권표/무효표   | 469,726    | 2.33  |        |        |      |      |
| 합계            | 합계            | 20,122,799 | 100   |        |        |      |      |
| 선거인수/투표율 | 선거인수/투표율 | 31,488,294 | 63.91 |        |        |      |      |

### 정당별 당선자 수
| 121 | 66 |  | 41 | 16 |

| 251 |

| 18 | 13 | 6 | 9 |

| 139 | 79 | 15 | 50 | 16 |

### 지역별 지역구 의원 수
| 27 | 18 |  |  |

| 46 |

| 21 |

| 21 |

| 2 | 8 | 3 |

| 13 |

| 9 | 2 |

| 11 |

| 6 |

| 6 |

| 7 |

| 7 |

| 18 | 10 | 3 | 5 | 2 |

| 38 |

| 9 | 2 | 2 |

| 13 |

| 2 | 5 | 1 |

| 8 |

| 1 | 12 |

| 13 |

| 1 | 13 |

| 14 |

| 17 |

| 17 |

| 11 | 1 | 2 | 5 |

| 18 |

| 17 | 2 | 4 |

| 23 |

| 3 |

| 3 |

| 121 | 66 |  | 41 | 16 |

| 251 |

### 각 정당 상황

#### 신한국당
집권 여당 신한국당은 1995년 제1회 지방선거에서 대참패 이후 전두환와 노태우 두 전직 대통령 구속으로 큰 악재가 일어나고 총선에서 대참패를 우려하고 있었다. 5공의 색채가 강했던 민주자유당을 신한국당으로 당 이름까지 바꿔서 민정계 일부 인사들과 공화계 인사들이 대거 퇴출하거나 탈당했다. 김영삼 대통령을 반대했던 사람들과 정치 신인들까지 끌어모아서 인재 영입을 하여 15대 총선에서 원내 1당 지위는 지키는데 성공했지만 과반수에 미달하여 139석을 차지하여 만족했다. 특히 민주당계 지지가 강한 서울에서 27석 차지해서 집권 여당이 사상 처음으로 서울에서 승리했다. 김영삼 대통령의 정치적 고향 부산·경남(PK)에서 압승했고 심지어 부산광역시, 제주도에서 모두 석권하고 전북 1석(군산시 을)를 당선시켜 지역주의는 완화하는데 성공했으나 보수의 심장이라고 불리는 대구광역시도 자유민주연합와 무소속 후보에게 일격을 당하고 충청도 지역에서 대참패를 당하고 만다. 무소속 의원, 통합민주당 의원, 자유민주연합 의원을 대거 영입해서 원내 과반수 확보에 성공한다.

#### 새정치국민회의
새정치국민회의도 민주당계의 정신적 지주이자 차기 대선주자 김대중이 정치계에서 복귀하면서 호남계, 동교동계 인사들이 민주당에서 대거 탈당하며 제1야당 새정치국민회의를 창당 동시에 입당하게 된다. 1여다야 구도 속에서 겨우 79석을 차지했다. 하지만 기대하고 있던 서울 지역마저 표가 분산되면서 서울 지역의 중진 의원들이 상당수가 낙선당하고 수도권에서 부진하고 충청권, 영남권, 강원·제주 지역도 1석을 차지 못하는 굴욕을 안기고 만다. 개헌 저지선 100석 이상 확보는 실패하였고 심지어 김대중 총재도 비례대표로 출마했지만 국회 입성에 실패하였고 그나마 민주당계의 심장부이며 텃밭 호남 지역에서 1곳 제외하고 모두 석권하는게 위안이 되고 만다.

#### 자유민주연합
자유민주연합은 충청 지역에서 압도적인 지지를 받았으며, 反YS 非민주 정서가 강하던 대구에서 8석을 차지하며 신한국당을 압도하였다. 또한 강원, 경기, 경북 지역에서도 선전하였다. 이로써 자민련은 원내교섭단체 구성에 가뿐히 성공했으며, 제15대 국회는 3당 구도로 개원케 되었다.

#### 통합민주당
통합민주당은 동교동계, 호남계 인사들이 새정치국민회의로 대거 탈당하면서 표가 분산되면서 겨우 15석을 차지, 원내교섭단체 구성에 실패했다. 이후 신한국당 측의 의원 빼가기로 통합민주당은 더욱 더 위축됐으며, 결국 1997년 대선을 앞두고 신한국당과 합당하게 되었다. 이 당시 신한국당과의 합당에 반대한 의원들은 새정치국민회의로 넘어가, 국민의정부 출범 이후 여당 생활을 하게 되었다.

#### 기타 군소 정당
그 외에도 한병채, 이치호 전 민주정의당 의원 등 무소속 인사들이 창당한 무당파국민연합, 백범 김구 선생의 정신을 계승하는 민족 민주 정당을 표방하며 창당한 21세기한독당, 홍익인간 정신에 기반한 한국 민족주의·자유 시장 경제에 기반한 자유 민주주의를 지향하는 정당을 표방한 대한민주당, 한학 및 유림 인사들이 창당한 친민당 등 4개 군소 정당이 총선에 참여하였으나, 모두 당선자를 내지 못하고 해산되었다.

### 전국구 득표율
| 정당           | 득표수     | 득표율 | 당선인 | 비고         |
| -------------- | ---------- | ------ | ------ | ------------ |
| 신한국당       | 6,783,730  | 34.5%  | 18     |              |
| 새정치국민회의 | 4,971,961  | 25.3%  | 13     |              |
| 통합민주당     | 2,207,695  | 11.2%  | 6      |              |
| 자유민주연합   | 3,178,474  | 16.2%  | 9      |              |
| 대한민주당     | 3,114      | 0.02%  | 0      | 정당등록취소 |
| 무당파국민연합 | 177,050    | 0.9%   | 0      | 정당등록취소 |
| 21세기한독당   | 1,693      | 0.01%  | 0      | 정당등록취소 |
| 친민당         | 571        | 0.003% | 0      | 정당등록취소 |
| 총합           | 19,653,073 |        | 46     |              |

국회의원 전국구 46석의 의석 배분 기준으로 활용되었다.

## 당선자

### 지역구
신한국당 
 새정치국민회의 
 자유민주연합 
 통합민주당 
 무소속 

| 시·도      | 선거구 / 당선자             | 선거구 / 당선자      | 선거구 / 당선자      | 선거구 / 당선자    |
| 서울특별시 | 종로구                      | 중구                 | 용산구               | 성동구 갑          |
| ---------- | --------------------------- | -------------------- | -------------------- | ------------------ |
| 서울특별시 | 이명박                      | 박성범               | 서정화               | 이세기             |
| 서울특별시 |                             |                      |                      |                    |
| 서울특별시 | 성동구 을                   | 광진구 갑            | 광진구 을            | 동대문구 갑        |
| 서울특별시 | 김학원                      | 김상우               | 추미애               | 노승우             |
| 서울특별시 |                             |                      |                      |                    |
| 서울특별시 | 동대문구 을                 | 중랑구 갑            | 중랑구 을            | 성북구 갑          |
| 서울특별시 | 김영구                      | 이상수               | 김충일               | 유재건             |
| 서울특별시 |                             |                      |                      |                    |
| 서울특별시 | 성북구 을                   | 강북구 갑            | 강북구 을            | 도봉구 갑          |
| 서울특별시 | 강성재                      | 김원길               | 조순형               | 김근태             |
| 서울특별시 |                             |                      |                      |                    |
| 서울특별시 | 도봉구 을                   | 노원구 갑            | 노원구 을            | 은평구 갑          |
| 서울특별시 | 설훈                        | 백남치               | 임채정               | 손세일             |
| 서울특별시 |                             |                      |                      |                    |
| 서울특별시 | 은평구 을                   | 서대문구 갑          | 서대문구 을          | 마포구 갑          |
| 서울특별시 | 이재오                      | 김상현               | 장재식               | 박명환             |
| 서울특별시 |                             |                      |                      |                    |
| 서울특별시 | 마포구 을                   | 양천구 갑            | 양천구 을            | 강서구 갑          |
| 서울특별시 | 박주천                      | 박범진               | 김영배               | 신기남             |
| 서울특별시 |                             |                      |                      |                    |
| 서울특별시 | 강서구 을                   | 구로구 갑            | 구로구 을            | 금천구             |
| 서울특별시 | 이신범                      | 정한용               | 이신행               | 이우재             |
| 서울특별시 |                             |                      |                      |                    |
| 서울특별시 | 영등포구 갑                 | 영등포구 을          | 동작구 갑            | 동작구 을          |
| 서울특별시 | 김명섭                      | 김민석               | 서청원               | 유용태             |
| 서울특별시 |                             |                      |                      |                    |
| 서울특별시 | 관악구 갑                   | 관악구 을            | 서초구 갑            | 서초구 을          |
| 서울특별시 | 이상현                      | 이해찬               | 최병렬               | 김덕룡             |
| 서울특별시 |                             |                      |                      |                    |
| 서울특별시 | 강남구 갑                   | 강남구 을            | 송파구 갑            | 송파구 을          |
| 서울특별시 | 서상목                      | 홍사덕               | 홍준표               | 맹형규             |
| 서울특별시 |                             |                      |                      |                    |
| 서울특별시 | 송파구 병                   | 강동구 갑            | 강동구 을            |                    |
| 서울특별시 | 김병태                      | 이부영               | 김중위               |                    |
| 서울특별시 |                             |                      |                      |                    |
| 부산광역시 | 중구·동구                   | 서구                 | 영도구               | 부산진구 갑        |
| 부산광역시 | 정의화                      | 홍인길               | 김형오               | 정재문             |
| 부산광역시 |                             |                      |                      |                    |
| 부산광역시 | 부산진구 을                 | 동래구 갑            | 동래구 을            | 남구 갑            |
| 부산광역시 | 김정수                      | 박관용               | 강경식               | 이상희             |
| 부산광역시 |                             |                      |                      |                    |
| 부산광역시 | 남구 을                     | 북구·강서구 갑       | 북구·강서구 을       | 해운대구·기장군 갑 |
| 부산광역시 | 김무성                      | 정형근               | 한이헌               | 김운환             |
| 부산광역시 |                             |                      |                      |                    |
| 부산광역시 | 해운대구·기장군 을          | 사하구 갑            | 사하구 을            | 금정구 갑          |
| 부산광역시 | 김기재                      | 서석재               | 박종웅               | 김진재             |
| 부산광역시 |                             |                      |                      |                    |
| 부산광역시 | 금정구 을                   | 연제구               | 수영구               | 사상구 갑          |
| 부산광역시 | 김도언                      | 최형우               | 유흥수               | 권철현             |
| 부산광역시 |                             |                      |                      |                    |
| 부산광역시 | 사상구 을                   |                      |                      |                    |
| 부산광역시 | 신상우                      |                      |                      |                    |
| 부산광역시 |                             |                      |                      |                    |
| 대구광역시 | 중구                        | 동구 갑              | 동구 을              | 서구 갑            |
| 대구광역시 | 박준규                      | 김복동               | 서훈                 | 백승홍             |
| 대구광역시 |                             |                      |                      |                    |
| 대구광역시 | 서구 을                     | 남구                 | 북구 갑              | 북구 을            |
| 대구광역시 | 강재섭                      | 이정무               | 이의익               | 안택수             |
| 대구광역시 |                             |                      |                      |                    |
| 대구광역시 | 수성구 갑                   | 수성구 을            | 달서구 갑            | 달서구 을          |
| 대구광역시 | 박철언                      | 박구일               | 박종근               | 이해봉             |
| 대구광역시 |                             |                      |                      |                    |
| 대구광역시 | 달성군                      |                      |                      |                    |
| 대구광역시 | 김석원                      |                      |                      |                    |
| 대구광역시 |                             |                      |                      |                    |
| 인천광역시 | 중구·동구·옹진군            | 남구 갑              | 남구 을              | 연수구             |
| 인천광역시 | 서정화                      | 심정구               | 이강희               | 서한샘             |
| 인천광역시 |                             |                      |                      |                    |
| 인천광역시 | 남동구 갑                   | 남동구 을            | 부평구 갑            | 부평구 을          |
| 인천광역시 | 이윤성                      | 이원복               | 조진형               | 이재명             |
| 인천광역시 |                             |                      |                      |                    |
| 인천광역시 | 계양구·강화군 갑            | 계양구·강화군 을     | 서구                 |                    |
| 인천광역시 | 이기문                      | 이경재               | 조철구               |                    |
| 인천광역시 |                             |                      |                      |                    |
| 광주광역시 | 동구                        | 서구                 | 남구                 | 북구 갑            |
| 광주광역시 | 신기하                      | 정동채               | 임복진               | 박광태             |
| 광주광역시 |                             |                      |                      |                    |
| 광주광역시 | 북구 을                     | 광산구               |                      |                    |
| 광주광역시 | 이길재                      | 조홍규               |                      |                    |
| 광주광역시 |                             |                      |                      |                    |
| 대전광역시 | 동구 갑                     | 동구 을              | 중구                 | 서구 갑            |
| 대전광역시 | 김칠환                      | 이양희               | 강창희               | 이원범             |
| 대전광역시 |                             |                      |                      |                    |
| 대전광역시 | 서구 을                     | 유성구               | 대덕구               |                    |
| 대전광역시 | 이재선                      | 조영재               | 이인구               |                    |
| 대전광역시 |                             |                      |                      |                    |
| 경기도     | 수원시 장안구               | 수원시 권선구        | 수원시 팔달구        | 성남시 수정구      |
| 경기도     | 이병희                      | 김인영               | 남평우               | 이윤수             |
| 경기도     |                             |                      |                      |                    |
| 경기도     | 성남시 중원구               | 성남시 분당구        | 의정부시             | 안양시 만안구      |
| 경기도     | 조성준                      | 오세응               | 홍문종               | 권수창             |
| 경기도     |                             |                      |                      |                    |
| 경기도     | 안양시 동안구 갑            | 안양시 동안구 을     | 부천시 원미구 갑     | 부천시 원미구 을   |
| 경기도     | 최희준                      | 이석현               | 안동선               | 이사철             |
| 경기도     |                             |                      |                      |                    |
| 경기도     | 부천시 소사구               | 부천시 오정구        | 광명시 갑            | 광명시 을          |
| 경기도     | 김문수                      | 최선영               | 남궁진               | 손학규             |
| 경기도     |                             |                      |                      |                    |
| 경기도     | 평택시 갑                   | 평택시 을            | 동두천시·양주군      | 안산시 갑          |
| 경기도     | 원유철                      | 허남훈               | 목요상               | 김영환             |
| 경기도     |                             |                      |                      |                    |
| 경기도     | 안산시 을                   | 고양시 덕양구        | 고양시 일산구        | 과천시·의왕시      |
| 경기도     | 천정배                      | 이국헌               | 이택석               | 안상수             |
| 경기도     |                             |                      |                      |                    |
| 경기도     | 구리시                      | 남양주시             | 오산시·화성군        | 시흥시             |
| 경기도     | 전용원                      | 이성호               | 박신원               | 제정구             |
| 경기도     |                             |                      |                      |                    |
| 경기도     | 군포시                      | 하남시·광주군        | 여주군               | 파주시             |
| 경기도     | 유선호                      | 정영훈               | 이규택               | 이재창             |
| 경기도     |                             |                      |                      |                    |
| 경기도     | 연천군·포천군               | 가평군·양평군        | 이천시               | 용인시             |
| 경기도     | 이한동                      | 김길환               | 황규선               | 이웅희             |
| 경기도     |                             |                      |                      |                    |
| 경기도     | 안성군                      | 김포군               |                      |                    |
| 경기도     | 이해구                      | 박종우               |                      |                    |
| 경기도     |                             |                      |                      |                    |
| 강원도     | 춘천시 갑                   | 춘천시 을            | 원주시 갑            | 원주시 을          |
| 강원도     | 한승수                      | 유종수               | 함종한               | 김영진             |
| 강원도     |                             |                      |                      |                    |
| 강원도     | 강릉시 갑                   | 강릉시 을            | 동해시               | 태백시·정선군      |
| 강원도     | 황학수                      | 최욱철               | 최연희               | 박우병             |
| 강원도     |                             |                      |                      |                    |
| 강원도     | 속초시·고성군·양양군·인제군 | 삼척시               | 홍천군·횡성군        | 영월군·평창군      |
| 강원도     | 송훈석                      | 장을병               | 이응선               | 김기수             |
| 강원도     |                             |                      |                      |                    |
| 강원도     | 철원군·화천군·양구군        |                      |                      |                    |
| 강원도     | 이용삼                      |                      |                      |                    |
| 강원도     |                             |                      |                      |                    |
| 충청북도   | 청주시 상당구               | 청주시 흥덕구        | 충주시               | 제천시·단양군      |
| 충청북도   | 구천서                      | 오용운               | 김선길               | 김영준             |
| 충청북도   |                             |                      |                      |                    |
| 충청북도   | 청원군                      | 보은군·옥천군·영동군 | 진천군·음성군        | 괴산군             |
| 충청북도   | 신경식                      | 어준선               | 정우택               | 김종호             |
| 충청북도   |                             |                      |                      |                    |
| 충청남도   | 천안시 갑                   | 천안시 을            | 공주시               | 보령시             |
| 충청남도   | 정일영                      | 함석재               | 정석모               | 김용환             |
| 충청남도   |                             |                      |                      |                    |
| 충청남도   | 아산시                      | 서산시·태안군        | 논산시·금산군        | 연기군             |
| 충청남도   | 이상만                      | 변웅전               | 김범명               | 김고성             |
| 충청남도   |                             |                      |                      |                    |
| 충청남도   | 부여군                      | 서천군               | 청양군·홍성군        | 예산군             |
| 충청남도   | 김종필                      | 이긍규               | 이완구               | 조종석             |
| 충청남도   |                             |                      |                      |                    |
| 충청남도   | 당진군                      |                      |                      |                    |
| 충청남도   | 김현욱                      |                      |                      |                    |
| 충청남도   |                             |                      |                      |                    |
| 전라북도   | 전주시 완산구               | 전주시 덕진구        | 군산시 갑            | 군산시 을          |
| 전라북도   | 장영달                      | 정동영               | 채영석               | 강현욱             |
| 전라북도   |                             |                      |                      |                    |
| 전라북도   | 익산시 갑                   | 익산시 을            | 정읍시               | 남원시             |
| 전라북도   | 최재승                      | 이협                 | 윤철상               | 조찬형             |
| 전라북도   |                             |                      |                      |                    |
| 전라북도   | 김제시                      | 완주군               | 진안군·무주군·장수군 | 임실군·순창군      |
| 전라북도   | 장성원                      | 김태식               | 정세균               | 박정훈             |
| 전라북도   |                             |                      |                      |                    |
| 전라북도   | 고창군                      | 부안군               |                      |                    |
| 전라북도   | 정균환                      | 김진배               |                      |                    |
| 전라북도   |                             |                      |                      |                    |
| 전라남도   | 목포시·신안군 갑            | 목포시·신안군 을     | 여수시               | 순천시 갑          |
| 전라남도   | 김홍일                      | 한화갑               | 김충조               | 김경재             |
| 전라남도   |                             |                      |                      |                    |
| 전라남도   | 순천시 을                   | 나주시               | 여천시·여천군        | 광양시             |
| 전라남도   | 조순승                      | 정호선               | 김성곤               | 김명규             |
| 전라남도   |                             |                      |                      |                    |
| 전라남도   | 담양군·장성군               | 곡성군·구례군        | 고흥군               | 보성군·화순군      |
| 전라남도   | 국창근                      | 양성철               | 박상천               | 박찬주             |
| 전라남도   |                             |                      |                      |                    |
| 전라남도   | 장흥군·영암군               | 강진군·완도군        | 해남군·진도군        | 무안군             |
| 전라남도   | 김옥두                      | 김영진               | 김봉호               | 배종무             |
| 전라남도   |                             |                      |                      |                    |
| 전라남도   | 함평군·영광군               |                      |                      |                    |
| 전라남도   | 김인곤                      |                      |                      |                    |
| 전라남도   |                             |                      |                      |                    |
| 경상북도   | 포항시 북구                 | 포항시 남구·울릉군   | 경주시 갑            | 경주시 을          |
| 경상북도   | 허화평                      | 이상득               | 김일윤               | 임진출             |
| 경상북도   |                             |                      |                      |                    |
| 경상북도   | 김천시                      | 안동시 갑            | 안동시 을            | 구미시 갑          |
| 경상북도   | 임인배                      | 권오을               | 권정달               | 박세직             |
| 경상북도   |                             |                      |                      |                    |
| 경상북도   | 구미시 을                   | 영주시               | 영천시               | 상주시             |
| 경상북도   | 김윤환                      | 박시균               | 박헌기               | 이상배             |
| 경상북도   |                             |                      |                      |                    |
| 경상북도   | 문경시·예천군               | 경산시·청도군        | 고령군·성주군        | 군위군·칠곡군      |
| 경상북도   | 황병태                      | 김종학               | 주진우               | 장영철             |
| 경상북도   |                             |                      |                      |                    |
| 경상북도   | 의성군                      | 청송군·영덕군        | 영양군·봉화군·울진군 |                    |
| 경상북도   | 김화남                      | 김찬우               | 김광원               |                    |
| 경상북도   |                             |                      |                      |                    |
| 경상남도   | 창원시 갑                   | 창원시 을            | 울산시 중구          | 울산시 남구 갑     |
| 경상남도   | 김종하                      | 황낙주               | 김태호               | 차수명             |
| 경상남도   |                             |                      |                      |                    |
| 경상남도   | 울산시 남구 을              | 울산시 동구          | 울산시 울주구        | 마산시 합포구      |
| 경상남도   | 이규정                      | 정몽준               | 권기술               | 김호일             |
| 경상남도   |                             |                      |                      |                    |
| 경상남도   | 마산시 회원구               | 진주시 갑            | 진주시 을            | 진해시             |
| 경상남도   | 강삼재                      | 김재천               | 하순봉               | 허대범             |
| 경상남도   |                             |                      |                      |                    |
| 경상남도   | 통영시·고성군               | 사천시               | 김해시               | 밀양시             |
| 경상남도   | 김동욱                      | 황성균               | 김영일               | 김용갑             |
| 경상남도   |                             |                      |                      |                    |
| 경상남도   | 거제시                      | 의령군·함안군        | 창녕군               | 양산시             |
| 경상남도   | 김기춘                      | 윤한도               | 노기태               | 나오연             |
| 경상남도   |                             |                      |                      |                    |
| 경상남도   | 남해군·하동군               | 산청군·함양군        | 거창군·합천군        |                    |
| 경상남도   | 박희태                      | 권익현               | 이강두               |                    |
| 경상남도   |                             |                      |                      |                    |
| 제주도     | 제주시                      | 북제주군             | 서귀포시·남제주군    |                    |
| 제주도     | 현경대                      | 양정규               | 변정일               |                    |

### 전국구
| #  | 신한국당 | 새정치국민회의 | 자유민주연합 | 통합민주당 |
| 1  | 이회창   | 정희경         | 정상구       | 이중재     |
| 2  | 이홍구   | 박상규         | 한영수       | 이미경     |
| 3  | 이만섭   | 이성재         | 이건개       | 이수인     |
| 4  | 김명윤   | 길승흠         | 김허남       | 김홍신     |
| 5  | 권영자   | 박정수         | 김광수       | 조중연     |
| 6  | 김수한   | 김한길         | 지대섭       | 하경근     |
| 7  | 김덕     | 이동원         | 정상천       |            |
| 8  | 신영균   | 신낙균         | 이동복       |            |
| 9  | 박세환   | 권노갑         | 한호선       |            |
| 10 | 정재철   | 천용택         |              |            |
| 11 | 전석홍   | 한영애         |              |            |
| 12 | 조웅규   | 방용석         |              |            |
| 13 | 오양순   | 김종배         |              |            |
| 14 | 김철     |                |              |            |
| 15 | 황우여   |                |              |            |
| 16 | 김영선   |                |              |            |
| 17 | 윤원중   |                |              |            |
| 18 | 강용식   |                |              |            |

## 참고 자료
- 공직선거및선거부정방지법 (일부개정 1996.2.6 법률 제5149호)
- 중앙선거관리위원회 역대선거정보시스템 보관됨 2012-09-03 - archive.today